# ریریا کوجیما
ریریا کوجیما (انگلیسی: Riria؛ زادهٔ ۱۸ دسامبر ۱۹۹۳) بازیگر اهل ژاپن است.